# Национальная лейбористская организация
Национальная лейбористская организация (англ. National Labour Organisation, NLO), также известная просто как Национал-лейбористы (англ. National Labour) — британская левоцентристская партия в 1931—1945 годах. Образована группой министров и депутатов, исключённых из Лейбористской партии за участие в работе Национального правительства Великобритании. Её лидерами были бывший глава лейбористов Рамсей Макдональд (1931—1937) и его сын Малькольм Макдональд (1937—1945).
Самым видным членом был её основатель Рамсей Макдональд, возглавлявший Национальное правительство в 1929—1935 годах. Национальная лейбористская организация поддерживала кандидатов в парламент, но не считала себя политической партией, поскольку не имела политики, отличной от политики правительства, которое она поддерживала.
После смерти Рамсея Макдональда группа продолжала существовать под руководством его сына Малькольма, пока не была распущена накануне парламентских выборов 1945 года; её информационный бюллетень News-Letter прекратил публиковаться два года спустя.

## История

### Выборы 1931 года
После того, как премьер-министр Рамсей Макдональд сформировал Национальное правительство с участием Консервативной и Либеральной партий для реализации программы сокращений государственных расходов с целью преодоление кризиса, он и его сторонники были исключены из Лейбористской партии, большинство членов которой не одобрили на антикризисные меры, ни сотрудничества с консерваторами. Он также не получил поддержки ни от лейбористских организаций в графствах, ни от крупных профсоюзов, связанных с Конгрессом тред-юнионов.
Внезапное решение о проведении парламентских выборов в октябре 1931 года поставило Макдональда и его сторонников перед сложной задачей организации собственных перевыборов без какой-либо формы организации. Подготовка началась 19 сентября и к началу октября у национал-лейбористов был список из 34 округов, за которые они хотели бороться: 14 из 15 действующих депутатов из числа сторонников хотели Макдональда бороться за переизбрание, ещё десять кандидатов были готовы баллотироваться в других округах. Оставшихся десять кандидатов надо было найти.
Макдональд был непреклонен в своём мнении, что Национальная лейбористская организация не должна быть связана с Центральным офисом Консервативной партии. Предложение о финансировании в размере 100 000 фунтов стерлингов от газетного магната лорда Бивербрука было отклонено, но сэр Александр Грант, шотландский предприниматель и филантроп, дал 250 фунтов стерлингов, а герцог Вестминстерский выделил 2000 фунтов стерлингов через Монди Грегори, театрального продюсера и политического посредника. Национальная лейбористская организация собрала в общей сложности 20 000 фунтов стерлингов на превыборные расходы. В начале выборов Макдональд опроверг утверждения лейбористов о том, что средства поступили от Консервативной партии. Для проведения предвыборной кампании Фрэнк Маркхэм (личный парламентский секретарь Макдональда) и младший министр граф Де ла Варр создали Национал-лейбористский комитет, председателем которого стал Де ла Варр.
Переговоры с Центральным офисом консерваторов начались после встречи 25 сентября, когда консерваторы заверили Макдональда, что будет несложно прийти к соглашению. Затем Фрэнк Маркхэм составил список из 35 округов, в которых национал-лейбористы хотели баллотироваться. Однако консерваторы возражали против части из них, таких как Кенсингтон-Норт и Бирмингем-Эрдингтон, которые ранее были округами консерваторов и в которых в 1929 году лейбористамы выиграли лишь с небольшим перевесом. Местные консерваторы отказались снять своих кандидатов, а в Ливерпуль-Эвертоне действующий депутат от национал-лейбористов Дервент Холл Кейн в конечном итоге был побеждён консерватором. К 14 октября, когда приближалось закрытие номинаций, настойчивые консервативные ассоциации и кандидаты вынудили национал-лейбористов снять свои кандидатуры в четырёх округах. В результате, Национальная лейбористская организация ограничилась списком из 25 кандидатов, 10 из которых были вынуждены соперничать не только с лейбористами, но и с консерваторами</ref>.
Сам Макдональд пытался вмешаться и на следующий день после объявления выборов пожаловался, что генеральный прокурор сэр Уильям Джовитт был вынужден отказаться от намерения баллотироваться в Престоне, а консерваторы не смогли найти местную ассоциацию, готовую его принять. Джовитт впоследствии баллотировался как кандидат от Национальной лейбористской организации по округу Объединенные английские университеты и проиграл. Позже он вернулся в Лейбористскую партию и в 1945—1951 годах был лордом-канцлером в правительстве Клемента Эттли. В свою очередь, председатель Консервативной партии лорд Стоунхейвен пожаловался Макдональду на его продвижение «неизвестных кандидатов, представленных вами в самый последний момент», конкурирующих с консерваторами, которые обещали ему свою поддержку, что рисковало отдать места оппозиции.
Из 20 фактически выдвинутых кандидатов, шесть столкнулись с конкурирующим кандидатом от консерваторов и один с конкурирующим кандидатом от национал-либералов, ещё одного союзника национал-лейбористов по коалиции. Ещё три кандидата снялись до дня голосования. Главной организацией национал-лейбористскойов партии во время выборов руководил Бенджамин Масгрейв. На выборах 1931 года 13 человек были избраны в качестве членов Национальной лейбористской организации.

### Создание организации
В декабре 1931 года личный секретарь Макдональда Герберт Ашер написал длинный меморандум, в котором задавались ключевые вопросы о том, какой тип постоянной организации был необходим. Ашер заявил, что Макдональду необходимо было ответить на три важных вопроса: во-первых, хочет ли он сформировать новую партию; во-вторых, планирует ли он вернуться в Лейбористскую партию; и, в-третьих, просуществует ли Национальное правительство долгое время и создаст единую партию центра. Ашер утверждал, что невозможно создать отдельную Национальную лейбористскую партию, поскольку это поставит под угрозу единство коалиции, сформировавшейся вокруг Национального правительства. Он также утверждал, что Макдональд не может вернуться в Лейбористскую партию, которая была крайне недовольна тем, как было сформировано Национальное правительство. Ашер пришёл к выводу, что общественность выступает за большую центристскую партию, но существующие политические организации не допустят этого.
В начале 1932 года были созданы устав и организация, а также учреждённ ежемесячный информационный бюллетень News-Letter для сторонников, который редактировал Клиффорд Аллен, бывший председатель Независимой лейбористской партии, ранее возглавлиявший газеты Labour Leader и Daily Herald. В редакционной статье первого номера, написанной Алленом, подчёркивалось, что News-Letter «был призван стать средством связи между лейбористами, сторонниками Национального правительства», а также чтобы «привлечь внимание общественного мнения». Позднее редакторство перешло к историку Годфри Элтону, оба, и Аллен и Элтон, получили пэрство от Макдональда. В сентябре 1932 года Уильям Споффорт, бывший агент Лейбористской партии в Уэстхаутоне (Болтон), был назначен секретарем новой организации. Один из самых заметных лейбористских деятелей, поддерживавших Национальное правительство и его политику, канцлер казначейства Филип Сноуден, номинально оставался одним из членов Национал-лейбористского кабинета после выборов, получив пэрство. Однако он отклонил приглашение Клиффорда Аллена писать для News-Letter, ответив язвительно, что «я действительно не понимаю эту Национальную лейбористскую партию». Когда в сентябре 1932 года Сноуден вышел из правительства в знак протеста против протекционистских результатов Оттавской конференции, он заявил, что больше не принадлежит ни к какой партии.

### Отношения с консерваторами
После выборов Макдональд упорно пытался найти округ для избрания Джовитта в Палату общин. Всё, что мог предложить Стоунхейвен, это Ноттингем-Саут, где местную Ассоциацию консерваторов можно было бы убедить поддержать Джовитта, если бы избранный депутатом от округа национал-лейборист Джордж Уилфрид Холфорд Найт ушёл в отставку. Неожиданно Найт отказался подчиниться и Макдональд был зол не на него, а на консерваторов за то, что они не предложили округ, которое занимали сами. В июле 1932 года в Уэднсбери, состоялись дополнительные выборы. Де ла Варр выразил Стоунхейвену надежду, что местные консерваторы примут кандидата от национал-лейбористов, но Ассоциация консерваторов Уэднсбери упорно отказывалась выдвинуть кандидата от Национальной лейбористской партии, что означало бы отказ от их организации и финансирования кампании. Недовольный Макдональд в итоге решил только отказать в поддержке консервативному кандидату, который проиграл лейбористу.
В своей рекламе национал-лейбористы стремились подчеркнуть, что, хотя в парламенте в значительной степени доминируют консерваторы, кабинет был гораздо более равномерно сбалансирован между партиями.
В 1933 году в Финсбери в преддверии выборов в Совет графства Лондона 1934 года был согласован местный избирательный пакт между национал-лейбористами и Партией муниципальных реформ, союзниками парламентской Консервативной партии в Лондонском графстве. В парламентском избирательном округе был депутат от национал-лейбористов, но два места в Совете графства занимали лейбористы, и пакт согласовывал, что Кеннет Линдсей будет баллотироваться вместе с одним кандидатом от Партии муниципальных реформ. В этом случае Майкл Франклин от национал-лейбористов и Фордхэм Флауэр от Партии муниципальных реформ выступили в качестве кандидатов от National Municipal, но им не удалось выиграть места.

### Политика и публичность
Национал-лейбористы регулярно выступали в поддержку политики Национального правительства. Так, в брошюре On the Home Front, опубликованной в апреле 1934 года, излагались доводы партии в поддержку внутренней политики Национального правительства — в ней утверждалось, что сельскохозяйственная политика, проводимая правительством, хоть и имела «тарифную политику консерваторов», но также предусматривала «организацию промышленности социалистического государства» и, следовательно, политика правительства соответствует «традиционным доктринам не одной, а всех партий в государстве». В брошюре утверждалось, что возврат к старой партийной системе будет означать слабое правительство, и что именно слабое правительство привело другие европейские страны к диктатуре.
Оглядываясь на политику 1930-х годов в статье 1964 года, профессор Артур Марвик считал значение национал-лейбористов как «центральной точки, вокруг которой могли объединиться люди, желавшие политического согласия». Он отметил, что национал-лейбористы могли привлечь к коллективистскому социализму тех, кого отталкивал решительно рабочий характер Лейбористской партии, и привел в пример Гарольда Николсона.
В апреле 1935 года был опубликован сборник эссе пяти ведущих политиков партии под названием Towards a National Policy: being a National Labour Contribution. Макдональд написал предисловие, в котором утверждал, что лейбористская оппозиция «так же мало руководствуется социалистическим мнением и вдохновляется прекрасным человеческим духом нашего британского социализма, как и любая другая политическая партия чистой целесообразности, стремящаяся к большинству». Лорд Элтон утверждал, что профсоюзы не должны присоединяться к Лейбористской партии, потому что могут добиться большего когда не привязаны к одной политической партии.

### Выборы 1935 года
Макдональд оставался главой Национального правительства до июня 1935 года, когда из-за проблем со здоровьем уступил место лидеру консерваторов Стэнли Болдуину и стал вместо этого лордом-председателем Совета. На парламентских выборах 1935 года партия выдвинула 20 кандидатов, восемь из которых были избраны. Одним из избранных был Гарольд Николсон, бывший дипломат и бывший политический соратник Освальда Мосли, когда тот покинул лейбористов и создал Новую партию. Сразу после выборов News-Letter утверждал, что сторонники национал-лейбористов были скрыты «благодаря профсоюзному террору» и что партия должна собрать голоса всех социалистов и профсоюзных деятелей, выступающих против того, чтобы их загоняли в политическую пустыню. Когда сын Рамси Макдональда, Малькольм, боролся на дополнительных выборах в Россе и Кромарти в 1936 году, его соперником был Рэндольф Черчилль, сын Уинстона Черчилля, выдвинутый Консервативной партией и утверждавший, что национал-лейбористская партия была «фиктивным устройством», не имеющим реальной поддержки. Узнав об успехе своего сына, Рамси Макдональд поправил корреспондента, который упомянул «поражение лейбористов», заявив: «Лейбористы победили, и странная смесь, не имевшая ни принципов, ни политической политики, ныне известная как оппозиционные лейбористы, потерпела поражение».

### Поздние годы
18 октября 1937 года Рамсей Макдональд официально открыл новую штаб-квартиру партии по адресу 57 Tufton Street. Месяц спустя Макдональд умер; Национальная лейбористская организация продолжила свою деятельность, хотя и отложила партийную конференцию до марта 1938 года. Когда конференция состоялась, The Times приветствовала избрание нового лидера, похвалив партию за то, что она пустила «более глубокие корни, чем группа, сформированная вокруг определённой личности». Возглавивший партию после смерти отца Малкольм Макдональд взял на себя руководство группой в парламенте, а члены Национальной лейбористской организации сохранили свои должности — партия опубликовала декларацию в поддержку Невилла Чемберлена по Мюнхенскому соглашению.
В первом выпуске News-Letter за 1939 год была напечатана декларация национал-лейбористов, в которой обещалась поддержка единой Британской империи, сильной Лиги Наций («для осуществления конструктивных схем мирового умиротворения, как экономического, так и политического»), национального планирования экономической жизни, сохранения сельской местности и улучшения социальных услуг. Когда нацистская Германия вторглась в Чехословакию в марте 1939 года, редакционная статья призвала к «правительству национальной концентрации», которое должно было включать «доверенных лидеров профсоюзов и оппозиционных партий». В следующем выпуске News-Letter поддержала Энтони Идена и Уинстона Черчилля, призвавших в парламенте к созданию Национального правительства «на максимально широкой основе».
В преддверии ожидаемых выборов осенью 1939 года партия привлекла к себе некоторых видных деятелей (включая бывшего депутата от шотландских лейбористов Майкла Маркуса). Начало Второй мировой войны, отложившее выборы, заставило группу пересмотреть своё решение. В феврале 1940 года было объявлено, что партия не будет проводить ежегодную конференцию в этом году и приостановила публикацию News Letter. В феврале 1942 года Стивен Кинг-Холл, избранный в 1939 году, вышел из партии, заявив, что он против вовлечения политических соображений партии в военное время. В мае 1943 года за ним последовал Кеннет Линдсей, сократив число членов парламентской группы национал-лейбористов до пяти человек. В августе 1943 года граф Де Ла Варр ушёл в отставку и на посту председателя его сменил Ричард Денман.

### Роспуск
14 июня 1945 года специальная конференция Национальной лейбористской организации приняла решение о роспуске партии. Малькольм Макдональд решил не не переизбираться в парламент и ушёл из публичной политики, хотя позже назначен верховным комиссаром в Индии (1955—1960) и губернатором Кении (1963—1964). Организация выпустила заключительное заявление, в котором хвалила Лейбористскую партию за присоединение к воееному кабинету Черчилля в 1940 году и осуждала её за распад правительства сразу после победы в Европе. Она призвала «всех мужчин и женщин прогрессивного мировоззрения» проголосовать за переизбрание кабинета Черчилля.[35] Обозреватель The Observer, комментируя роспуск Национальной лейбористской партии, посчитал удивительным то, что это произошло всего лишь в 1945 году.
Пять оставшихся депутатов от Национальной лейбористской организации приняли участие в выборах 1945 года и потерпели поражение, в то время как бывший национал-лейборист Кеннет Линдсей был переизбран в качестве независимого депутата, но не от Килмарнока, который представлял с 1933 года, а от Объединённых английских университетов. News-Letter продолжал выходить и после роспуска партии, критикуя послевоенное правительство лейбористов. В сентябре 1946 года он призвал прогрессивных членов Консервативной партии отказаться от своего названия и присоединиться к Либеральной партии под другим названием; редакция считала, что «борьба за будущее будет вестись за индивидуальные права против всемогущего государства, демократию против деспотизма». Последний выпуск News-Letter датирован апрелем-июлем 1947 года.
Впоследствии Гарольд Николсон вернулся в Лейбористскую партию и баллотировался в качестве её кандидата на дополнительных выборах в Кройдон-Норт в 1948 году, которые проиграл. Сэр Фрэнк Маркхэм присоединился к консерваторам и вернулся в Палату общин в качестве члена парламента от Бакингема в 1951 году и представлял этот округ до 1964 году. Лесли Томас (сын экс-парламентария Джимми Томаса) в 1953 году был избран кандидатом от Консервативной партии в Кентербери и представлял этот округ до 1966 года. Единственными национал-лейбористами, вернувшимися в правительство, были Джовитт и граф Де Ла Варр. Экс-либерал Уильям Джовитт, перешедшйи в Лейбористскую партию ещё в 1935 году, в 1945—1951 годах был лордом-канцлером в кабинете Эттли, а в 1952—1955 годах возглавлял оппозицию в Палате лордов. Граф Де Ла Варр в 1951 году был назначен премьер-министром Черчиллем генеральным почтмейстером. Это было министерское назначение, хотя и вне кабинета министров. Де Ла Варр ушёл в отставку в 1955 году.

## Известные члены
- Джеймс Рамсей Макдональд (1866—1937) — депутат и министр, премьер-министр (1924 и 1929—1935), лидер Лейбористской партии (1911—1914 и 1922—1931), основатель и руководитель NLO (1931—1937)
- Малькольм Макдональд (1901—1981) — депутат и министр, руководитель NLO (1937—1945), верховный комиссар Великобритании в Канаде (1941—1946) и Индии (1955—1960)
- Филипп Сноуден, 1-й виконт Сноуден (1864—1937) — парламентарий и министр, первый лейборист на должности канцлера казначейства.
- Гарольд Джордж Никольсон (1886—1968) — дипломат, политик, историк, член парламента (1935—1945).
- Эрбарнд Сэквилл, 9-й граф де ла Варр (1900—1976) — первый потомственный пэр, вступивший в Лейбористскую партию и ставший министром в возрасте 23 лет, член Палаты лордов и министр.